# Pseudomonas syringae
Pseudomonas syringae  es un bacteria en forma de bacilo, gram-negativa, con flagelos polares.  Es miembro del género microbiológico de Pseudomonas, y basado en el análisis del rRNA 16S, P. syringae ha sido colocado en el grupo  P. syringae. Es un patógeno vegetal que puede infectar un amplio rango de especies de plantas,  existiendo más de 50 diferentes patovares. Muchos de estos patovares fueron en su momento consideradas especies individuales dentro del Gro.  Pseudomonas,  pero las técnicas de biología molecular tales como hibridación de ADN han mostrado que todos son parte de la sp. P. syringae. 
Fue bautizada por el árbol lilac Syringa vulgaris, de donde fue aislado primeramente.
Los test en P. syringae dan negativo para actividades arginina dihidrolasa y oxidasa,  y forma el polímero levan en nutriente agar sucrosa. Se la conoce por secretar la toxina vegetal lipodepsinonapéptido  siringomicina, y porta su apariencia amarillo fluorescente al cultivarlo in vitro en medio King B  y produciendo la pioverdina  siderofora.

## Propiedades de nucleación de hielo

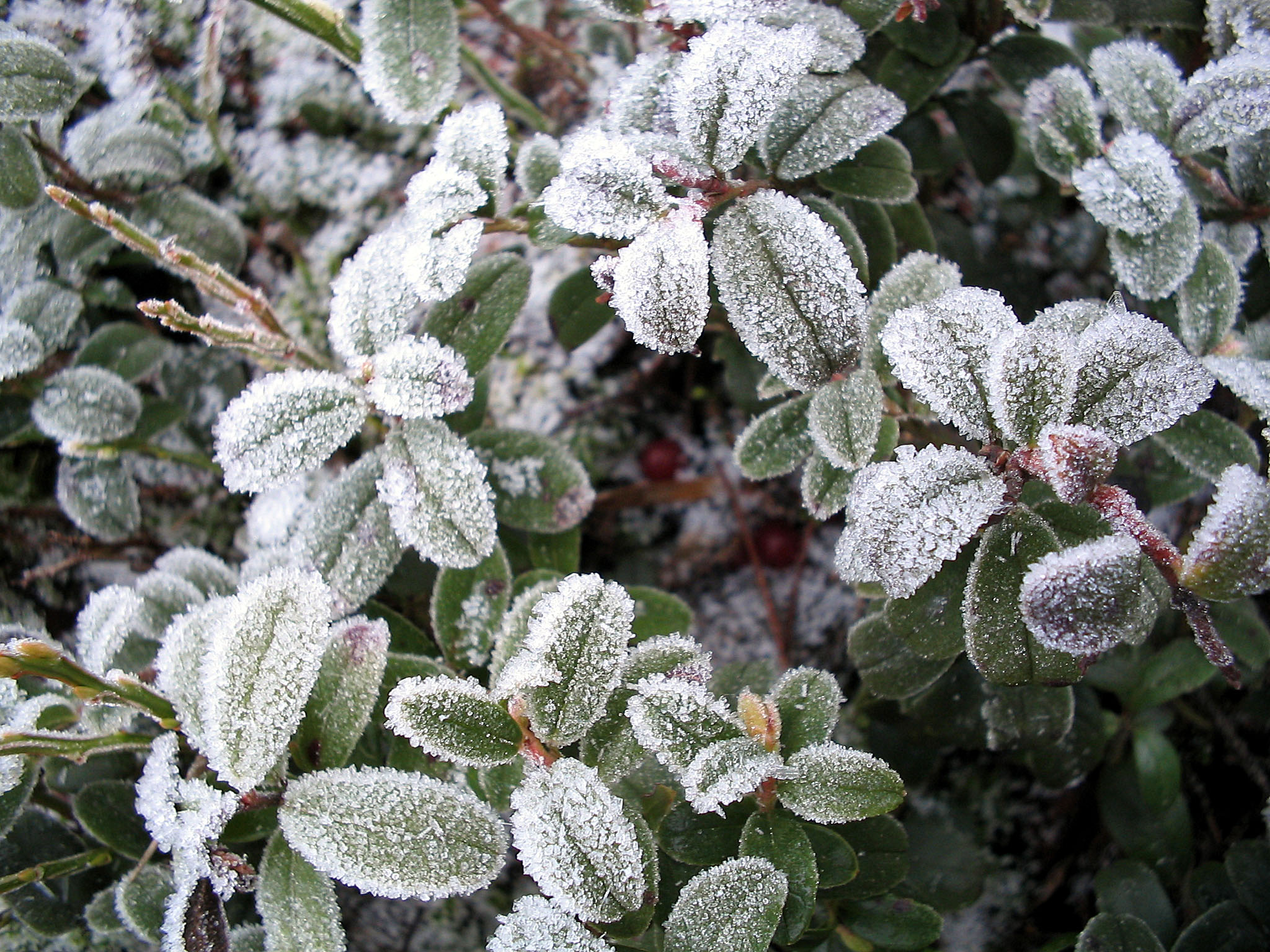
Escarcha en las hojas de arándano rojo.

P. syringae, más que cualquier mineral u otro organismo, es responsable de  daño por helada en plantas en la superficie, expuesta al ambiente. P. syringae puede causar que el agua se congele a temperaturas tan bajas como −1,8 °C, y hay razas causando  nucleación de hielo a temperaturas tan bajas como (debajo de −8 °C) cada vez más comunes. El congelamiento causa rotura de epitelios y pone a los nutrientes indisponibles para los tejidos bacteriales.
Razas artificiales de P. syringae conocidas como bacterias menos hielo han sido creadas, por ingeniería genética para reducir daño por congelamiento. P. syringae tiene genes  ina (acrónimo (en inglés) para ice nucleation-active) que hacen proteínas ina que se translocan a la pared celular de las bacterias fuera, en la superficie de la bacteria donde las proteínas Ina actúen como núcleos para la formación de hielo, lo que hace que se utilicen en cañones de nieve como núcleo de cristalización del agua.

## Epidemiología
La enfermedad por P. syringae tiende a favorecerse con condiciones de humedad, condiciones frescas - óptimos de temperaturas por enfermedades tendrían a mantenerse en 12–25 °C, aunque esto puede variar de acuerdo al  patovar involucrado. Las bacterias tienden a estar en las semillas, y se dispersan entre plantas vía lluvia.
P. syringae puede producir el denominado "cancro bacteriano de la ciruela" que es una enfermedad que puede afectar a cualquier árbol del género Prunus (ciruelas, melocotones y cerezas. Otros nombres para la enfermedad son "tizón de las flores", "tizón de los espolones", "tizón de las ramas", y "gomosis".
Aunque es un patógeno vegetal, puede vivir como saprofito en la filósfera cuando las condiciones  no son favorables para la enfermedad. Algunas razas saprofitas de P. syringae se han usado como agentes de biocontrol contra la putrefacción postcosecha.

## Patovares
Siguiendo el  análisis ribotípico varios patovares de Pseudomonas syringae se incorporaron en otras especies (ver P. amygdali, 'P. tomato', P. coronafaciens, P. avellanae, 'P. helianthi', P. tremae, P. cannabina, and P. viridiflava). Los restantes patovares son como sigue:
Pseudomonas syringae pv. aceris ataca especies de Acer (botánica).
Pseudomonas syringae pv. aptata ataca remolacha Beta vulgaris.
Pseudomonas syringae pv. atrofaciens ataca trigo Triticum aestivum.
Pseudomonas syringae pv. dysoxylis ataca el árbol de Dysoxylum Dysoxylum spectabile.
Pseudomonas syringae pv. japonica ataca cebada Hordeum vulgare.
Pseudomonas syringae pv. lapsa ataca trigo Triticum aestivum.
Pseudomonas syringae pv. panici ataca especies de pasto Panicum.
Pseudomonas syringae pv. papulans ataca especies de manzana Malus sylvestris.
Pseudomonas syringae pv. pisi ataca legumbres Pisum sativum.
Pseudomonas syringae pv. syringae ataca especies de Syringa y de Phaseolus.
Note que Pseudomonas savastanoi  fue una vez considerado un patovar o subespecie de P. syringae,  y en muchos lugares continua  referido como Pseudomonas syringae pv.  savastanoi,  aunque como resultado de estudios  de relaciones ADN se lo ubica como nueva especie. De por sí tiene tres patovares hospedantes específicos, fraxini que causa cáncer a  Fraxinus fresnos, nerii  ataca Nerium oleander;   y oleae que causa el nudo de olivo.

## Proyectos de secuenciamiento de genomas
Los genomas de varias razas de P. syringae han sido secuenciadas, incluyendo a P. syringae pv. tomato DC3000, P. syringae pv. syringae B728a   y P. syringae pv. phaseolicola 1448A.